# خوزه ولز
خوزه ولز (به انگلیسی: José Vélez) (زاده ۱۵ نوامبر ۱۹۵۱) خواننده اسپانیایی است.
او نماینده اسپانیا در یوروویژن ۱۹۷۸ بود.